# Jakobstreppe

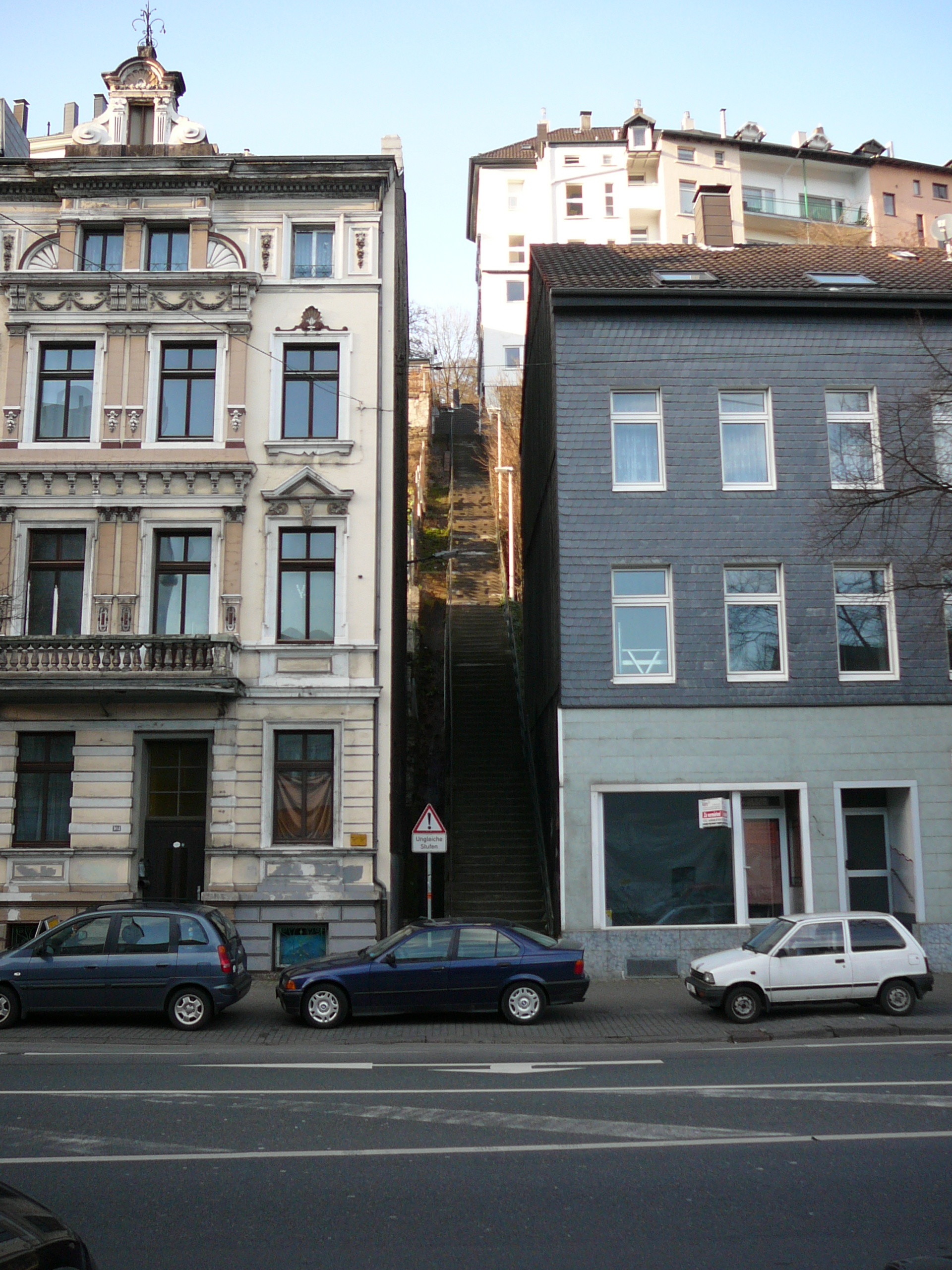
Jakobstreppe (2008)

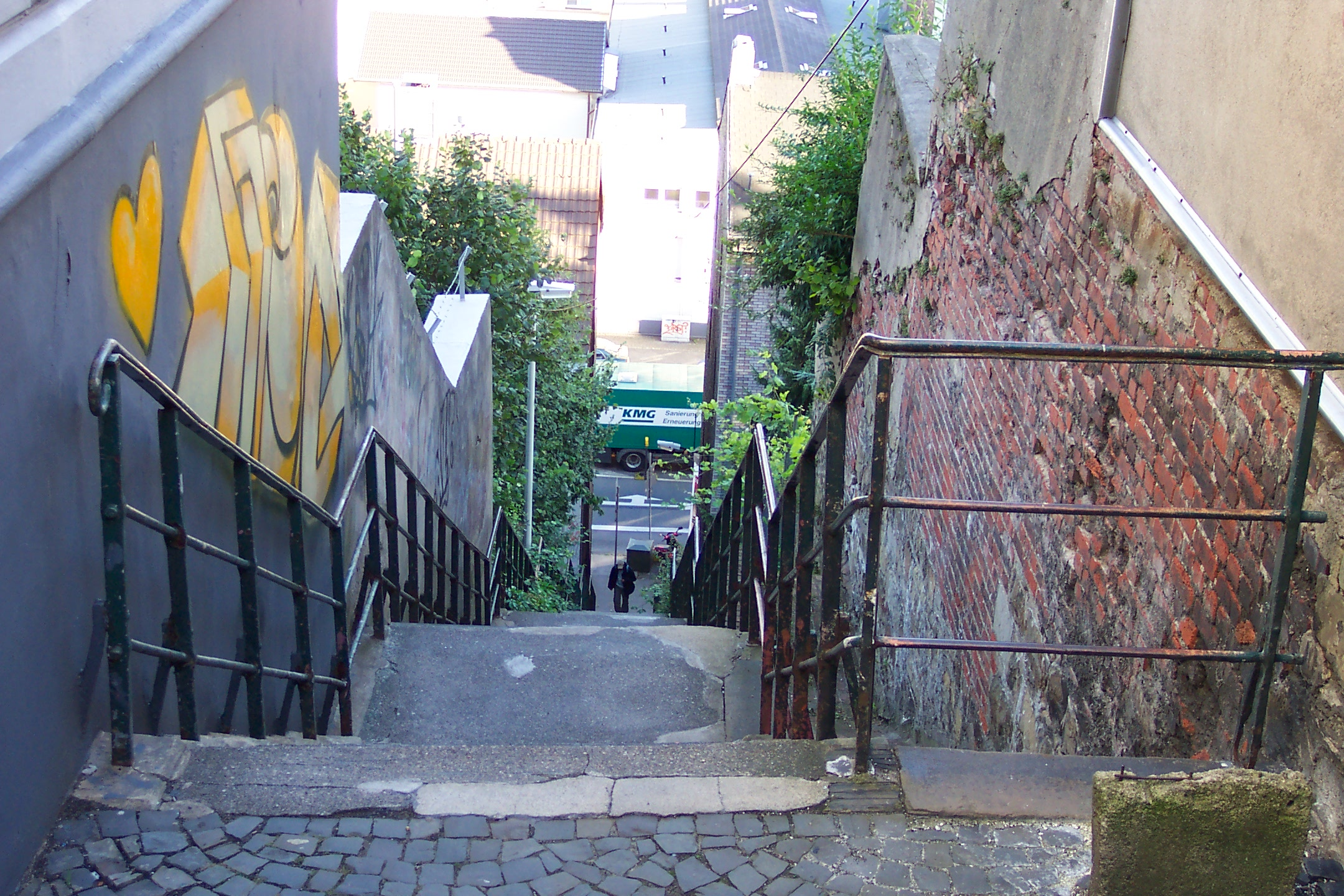
Jakobstreppe (2004)

Die Jakobstreppe (auch Jakobsleiter oder Himmelsleiter) ist die längste durchgehend gerade Freitreppe in Wuppertal.

## Baubeschreibung
Auf 155 Stufen verbindet sie im Stadtbezirk Elberfeld-West die Friedrich-Ebert-Straße (in diesem Straßenabschnitt auch als Bundesstraße 7) mit der Nützenberger Straße auf dem Nützenberg. Sie erhielt ihren Namen nach dem Vornamen des Erbauers Jakob Wilhelm Haarhaus, der Eigentümer des Nützenbergs war.

## Geschichte
Sie hatte ihren offiziellen Namen im Erbauungsjahr am 26. April 1887 erhalten und wird ab dem 11. Februar 2009 in der Denkmalliste der Stadt Wuppertal als Baudenkmal gelistet.
Im Januar 2009 wurde sie vorerst gesperrt, da Frostschäden die Treppe beschädigt hatten. Aufgrund der schlechten Haushaltslage der Stadt wurde eine Sanierung vorerst verschoben, im Juni 2011 werden die Kosten für eine Sanierung auf 600.000 Euro beziffert. Ursprünglich war eine Sanierung spätestens 2015 vorgesehen, doch schon 2014 schob die Stadt den Sanierungstermin auf Mitte 2017. Begründet wird dies dadurch, dass neben dem Geld auch das Personal fehle, um die Treppe denkmalschutzgerecht zu restaurieren. 2015 wurde am oberen Ende der Treppe ein fester Zaun montiert, welcher die alte provisorische Absperrung ablöste. Die Kosten dafür lagen bei etwa 2400 Euro.
Im Mai 2017 nun wurde ein möglicher Reparaturbeginn mit frühestens 2020 angegeben, da andere Bauwerke, insbesondere Brücken, Vorrang bei der Instandsetzung hätten. Dass die Jakobstreppe wie viele andere Wuppertaler Treppen mit den Wänden der benachbarten Häuser verbunden ist, erhöht die Komplexität der zu sanierenden Statik und damit den Sanierungsaufwand.
Mit der Entfernung des wuchernden Grüns wurde der weitere Verfall vorerst gebremst.

### Sanierung 2024
Im August 2023 wurde bekannt, dass die Sanierung der Jakobstreppe nun für 2024 geplant ist. Nach der öffentlichen Ausschreibung konnte der Auftrag Anfang 2024 an ein Bauunternehmen aus Weimar vergeben werden. Die Baukosten betragen rund 1 Million Euro, wovon ca. 400.000 Euro im Rahmen einer Förderung durch den Bund übernommen werden. Im Einzelnen umfassen die Baumaßnahmen zur denkmalgerechten Sanierung die Instandsetzung der Entwässerungsrinne, die Erneuerung der Fundamente und den Austausch der Stufen und Podeste. Die neuen Stufen bestehen aus Ruhrsand-Naturstein. Das historische Geländer wird überarbeitet und bleibt erhalten. Die Bauarbeiten begannen im Frühjahr 2024 und sollten bis Ende des Jahres abgeschlossen sein. Doch Anfang 2025 wurde der Fertigstellungstermin zunächst auf Frühjahr 2025 und zu Beginn des Frühjahrs auf Sommer 2025 verschoben. Grund sei der schlechte Zustand des historischen Geländers, dessen Restaurierung inzwischen fünfmal so teuer wie geplant geworden ist.